# Meeting Internazionale Città di Savona
Il Meeting Internazionale Città di Savona è un meeting di atletica leggera che si svolge annualmente nel complesso polisportivo "Fontanassa"  di Savona, sul finire di maggio. Nato come torneo di livello regionale, col tempo ha assunto rilevanza continentale ed oggi è una delle tappe del circuito World Athletics Continental Tour.

## Edizioni
| Edizione | Data           | Ref    |
| -------- | -------------- | ------ |
| 1        | 2012           |        |
| 2        | 2013           |        |
| 3        | 2014           |        |
| 4        | 11 luglio 2015 | [ 1 ]  |
| 5        | 25 maggio 2016 | [ 2 ]  |
| 6        | 25 maggio 2017 | [ 3 ]  |
| 7        | 23 maggio 2018 | [ 4 ]  |
| 8        | 29 maggio 2019 | [ 5 ]  |
| 9        | 16 luglio 2020 | [ 6 ]  |
| 10       | 13 maggio 2021 | [ 7 ]  |
| 11       | 18 maggio 2022 | [ 8 ]  |
| 12       | 24 maggio 2023 | [ 9 ]  |
| 13       | 15 maggio 2024 | [ 10 ] |

## Record del meeting

### Uomini
| Gara                   | Atleta             | Nazione              | Record  | Data |
| ---------------------- | ------------------ | -------------------- | ------- | ---- |
| 100 metri piani        | Marcell Jacobs     | Italia               | 9"95    | 2021 |
| 200 metri piani        | Reynier Mena       | Cuba                 | 19"95   | 2023 |
| 400 metri piani        | Charles Dobson     | Gran Bretagna        | 44"46   | 2024 |
| 800 metri piani        | Abedin Mujezinović | Bosnia ed Erzegovina | 1'47"33 | 2017 |
| 3000 metri piani       | Paul Sigut         | Kenya                | 8'03"57 | 2014 |
| 110 metri ostacoli     | Andrew Pozzi       | Gran Bretagna        | 13"30   | 2020 |
| 400 metri ostacoli     | Abderrahman Samba  | Qatar                | 48"56   | 2023 |
| Getto del peso         | Leonardo Fabbri    | Italia               | 22,95 m | 2024 |
| Lancio del disco       | Hannes Kirchler    | Italia               | 61,94 m | 2014 |
| Lancio del giavellotto | Alexandru Novac    | Romania              | 80,17 m | 2018 |
| Salto triplo           | Fabrizio Schembri  | Italia               | 16,86 m | 2015 |
| Salto in alto          | Gianmarco Tamberi  | Italia               | 2,18 m  | 2014 |
| Salto in lungo         | Mattia Furlani     | Italia               | 8,36 m  | 2024 |

### Donne
| Gara                   | Atleta             | Nazione         | Record  | Data |
| ---------------------- | ------------------ | --------------- | ------- | ---- |
| 100 metri piani        | Daryll Neita       | Gran Bretagna   | 10"97   | 2023 |
| 200 metri piani        | Dina Asher-Smith   | Gran Bretagna   | 22"56   | 2021 |
| 400 metri piani        | Marileidy Paulino  | Rep. Dominicana | 50"71   | 2021 |
| 800 metri piani        | Ol'ha Ljachova     | Ucraina         | 2'01"58 | 2022 |
| 100 metri ostacoli     | Reetta Hurske      | Finlandia       | 12"80   | 2023 |
| 400 metri ostacoli     | Ayomide Folorunso  | Italia          | 55"29   | 2022 |
| Lancio del martello    | Silvia Salis       | Italia          | 67,60 m | 2012 |
| Lancio del disco       | Suzanne Kragbé     | Costa d'Avorio  | 56,98 m | 2012 |
| Lancio del giavellotto | Zahra Bani         | Italia          | 59,01 m | 2019 |
| Salto triplo           | Thea LaFond        | Dominica        | 14,53 m | 2022 |
| Salto in alto          | Teresa Maria Rossi | Italia          | 1,87 m  | 2020 |
| Salto in lungo         | Larissa Iapichino  | Italia          | 6,80 m  | 2020 |